# Jon Henricks
 John Malcolm "Jon" Henricks, född 6 juni 1935 i Sydney, är en australisk före detta simmare.
Henricks blev olympisk mästare på 100 meter frisim vid sommarspelen 1956 i Melbourne.